# Didier P. Queloz
Didier Patrick Queloz (Genebra, 23 de fevereiro de 1966) é um astrônomo suíço que em 1995 junto com Michel Mayor descobriu o primeiro planeta extra-solar, em 51 Pegasi. Os astrônomos usaram o método de velocidade radial no Observatório de Genebra.

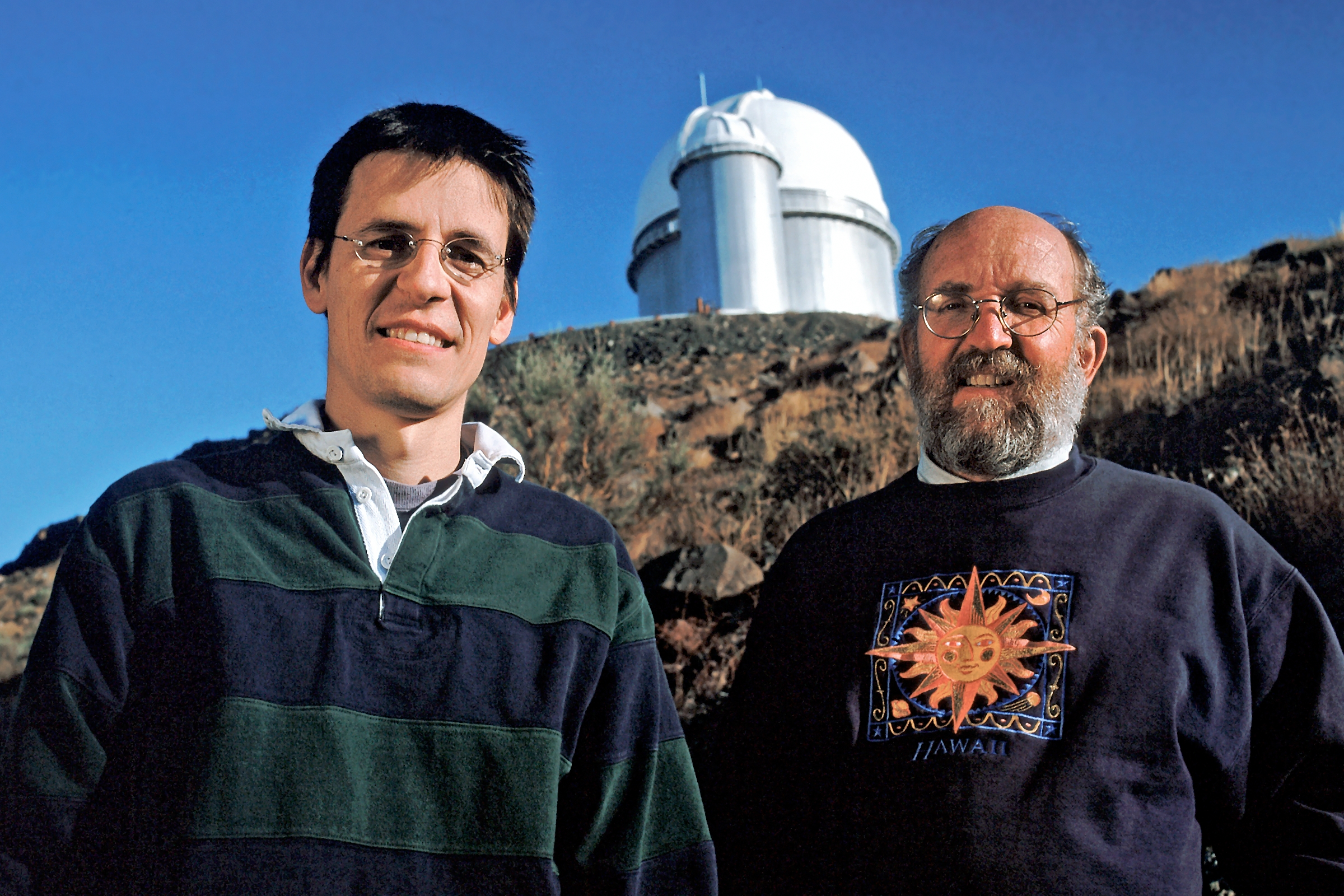
Queloz (esquerda) e Michel Mayor no Observatório de La Silla, 2012

Foi distinguido com o Nobel de Física de 2019, em conjunto com Michel Mayor, por sua descoberta de um exoplaneta que orbita uma estrela do tipo solar.